# São Miguel Paulista
São Miguel Paulista es un distrito ubicado en la zona este de la ciudad de Sao Paulo, Brasil. Administrativamente pertenece a la subprefectura de São Miguel Paulista.
El barrio empezó a existir en el siglo XVI a partir de un asentamiento fundado por el padre José de Anchieta en 1560. Junto con la villa de Pinheiros, este asentamiento fue uno de los dos únicos núcleos poblados de origen portugués que consiguieron prosperar en la región.

## Distritos limítrofes
- Municipio de Guarulhos (norte).
- Vila Curuçá y Lajeado (este).
- Itaquera (sur).
- Vila Jacuí (este).